# Ma3bar
 (mars 2018).
 (mars 2025).
 (mars 2025).
Motif : manque de sources secondaires sur cet article. Par ailleurs, l'article est orphelin
- Archive Wikiwix
- Bing
- Cairn
- DuckDuckGo
- E. Universalis
- Gallica
- Google
- G. Books
- G. News
- G. Scholar
- Persée
- Qwant
- (zh) Baidu
- (ru) Yandex
- (wd) trouver des œuvres sur Wikidata

| 1. | Préciser le motif de la pose du bandeau. | Précisez le motif de la pose du bandeau en utilisant la syntaxe suivante : {{admissibilité à vérifier\|date=mars 2025\|motif=remplacez ce texte par le motif}}              |
| 2. | Informer les utilisateurs concernés.     | Pensez à avertir le créateur de l'article, par exemple, en insérant le code ci-dessous sur sa page de discussion : {{subst:avertissement admissibilité à vérifier\|Ma3bar}} |

Ma3bar est le centre de soutien arabe pour les logiciels libres. Depuis sa création par le UNDP-ICTDAR, l'UNESCO et l'université de Balamand, le centre s'efforce de diffuser des logiciels libres gratuits en tant que philosophie et culture dans les universités et les sociétés arabes. Ma3bar s'est engagée à contribuer au développement social et économique dans la région arabe en favorisant l'utilisation et le développement des logiciels libres et gratuits, et en élaborant et exécutant des programmes de formation sur ces logiciels, afin d'assurer aux communautés arabes l’accès abordable aux technologies de l'information.

## Objectifs
L'Organisation des Nations unies pour l'éducation, la science et la culture (UNESCO) et l'Organisation des Nations unies pour le développement du programme - l'information et de communication pour le développement dans la région arabe (UNDP-ICTDAR) se sont réunis pour ouvrir MA3BAR, le centre de soutien arabe et pour les logiciels libres et gratuits. Les objectifs de MA3BAR sont de trois ordres:
1. Le renforcement des capacités en fournissant la formation et l'assistance nécessaires pour développer les compétences nécessaires et des compétences dans les secteurs public et privé, ainsi que dans des organisations non gouvernementales, et encourager l'inclusion des logiciels libres et gratuits (FOSS) dans le cadre de cours les offres de cours standard dans les universités ainsi que la mise en réseau des différentes communautés des logiciels libres qui existent dans la région arabe.
2. Soutenir la création d'applications (ou les boîtes à outils) qui répondra aux besoins du marché local et conduire à un renforcement des compétences locales et régionales. 
3. Promouvoir la conscience au gouvernement et au niveau des entreprises sur le potentiel et la viabilité des solutions open source et des applications comme des alternatives solides aux logiciels propriétaires. 
L'université de Balamand (UOB), avec les initiatives existantes et actives développement des logiciels libres, a rejoint le consortium en tant que premier partenaire. L'université de Balamand (UOB) se propose de participer activement en soutenant et en accueillant le centre. Cet effort doit être menée en coopération avec un ensemble plus large possible de partenaires composé d'autres grands établissements universitaires dans toute la région arabe.